# Министерство по делам ветеранов Австралии
Министерство по делам ветеранов Австралии является федеральным министерством Австралии. В его ведении находятся:
- Военный мемориал Австралии
- Комиссия по военной реабилитации и компенсации
- Управление Австралийских военных захоронений
- Комиссия по репатриации
- Администрация медицинской репатриации
- Обзор порядка предоставления услуг
- Совет специалистов медицинской экспертизы
- Совет ухода за ветеранами
- Консультативная служба ветеранов Вьетнамской войны